# Estación de Gelida-Superior
Gelida-Superior es una estación del funicular de Gelida. Se inauguró en el 1924, al igual que toda la línea del funicular.
| << cabecera                | < estación      | línea | estación > | cabecera >> |
| -------------------------- | --------------- | ----- | ---------- | ----------- |
| Funicular de Gelida de FGC |                 |       |            |             |
| Gelida-Inferior            | Gelida-Baixador |       | terminal   | terminal    |